# Zhou Mi
Dans ce nom, le nom de famille, Zhou, précède le nom personnel.
Pour le chanteur, voir Zhou Mi (chanteur).
Zhou Mi, (chinois : 周蜜 ; pinyin : Zhōu Mì), née le 18 février 1979, est une joueuse professionnelle de badminton.

## Biographie
Ancienne no 1 mondiale, elle est médaillée de bronze lors des Jeux olympiques de 2004. Elle a remporté l'épreuve simples dames lors des jeux asiatiques en 2002 et l'Open de Singapour en 2009. Elle a été vice-championne du monde en 2001.
En septembre 2010, une suspension de deux ans lui est infligée en raison d'un contrôle antidopage positif.